# Страуд Тауншип (округ Монро, Пенсільванія)
Страуд Тауншип (англ. Stroud Township) — селище (англ. township) в США, в окрузі Монро штату Пенсільванія. Населення — 19 834 особи (2020).

### Клімат
| Клімат : Страуд Тауншип | Клімат : Страуд Тауншип | Клімат : Страуд Тауншип | Клімат : Страуд Тауншип | Клімат : Страуд Тауншип | Клімат : Страуд Тауншип | Клімат : Страуд Тауншип | Клімат : Страуд Тауншип | Клімат : Страуд Тауншип | Клімат : Страуд Тауншип | Клімат : Страуд Тауншип | Клімат : Страуд Тауншип | Клімат : Страуд Тауншип | Клімат : Страуд Тауншип |
| Показник                | Січ.                    | Лют.                    | Бер.                    | Квіт.                   | Трав.                   | Черв.                   | Лип.                    | Серп.                   | Вер.                    | Жовт.                   | Лист.                   | Груд.                   | Рік                     |
| Абсолютний максимум, °C | 19,8                    | 24,7                    | 29,8                    | 34,2                    | 34,4                    | 34,8                    | 37,6                    | 36,8                    | 35,4                    | 30,8                    | 25,9                    | 21,3                    | 37,6                    |
| Середній максимум, °C   | 1,8                     | 3,8                     | 8,8                     | 15,9                    | 21,7                    | 26,2                    | 28,4                    | 27,6                    | 23,6                    | 17,2                    | 10,8                    | 4,2                     | 15,9                    |
| Середня температура, °C | −3,2                    | −1,7                    | 2,9                     | 9,2                     | 14,7                    | 19,6                    | 22,0                    | 21,2                    | 17,1                    | 10,7                    | 5,3                     | −0,5                    | 9,8                     |
| Середній мінімум, °C    | −8,2                    | −7,1                    | −3,1                    | 2,3                     | 7,8                     | 12,9                    | 15,6                    | 14,8                    | 10,6                    | 4,1                     | −0,2                    | −5,2                    | 3,7                     |
| Абсолютний мінімум, °C  | −28,2                   | −22,9                   | −18,1                   | −10,1                   | −2,6                    | 2,2                     | 5,5                     | 2,9                     | −1,4                    | −7,2                    | −15                     | −22,3                   | −28,2                   |
| Норма опадів, мм        | 88                      | 76                      | 93                      | 106                     | 113                     | 116                     | 115                     | 112                     | 127                     | 122                     | 103                     | 105                     | 1276                    |
| Вологість повітря, %    | 69.9                    | 64.7                    | 60.0                    | 57.1                    | 61.5                    | 68.8                    | 68.8                    | 71.6                    | 72.7                    | 70.4                    | 69.3                    | 71.3                    | 67.2                    |
| ----------------------- | ----------------------- | ----------------------- | ----------------------- | ----------------------- | ----------------------- | ----------------------- | ----------------------- | ----------------------- | ----------------------- | ----------------------- | ----------------------- | ----------------------- | ----------------------- |
| Джерело: PRISM          |                         |                         |                         |                         |                         |                         |                         |                         |                         |                         |                         |                         |                         |

## Демографія
Згідно з переписом 2010 року, у селищі мешкало 19 213 осіб у 6829 домогосподарствах у складі 5061 родини. Було 7661 помешкання
Расовий склад населення:
| - 70,8 % — білих - 16,4 % — чорних або афроамериканців - 3,6 % — азіатів - 0,3 % — корінних американців - 5,5 % — осіб інших рас |

До двох чи більше рас належало 3,4 %. Частка іспаномовних становила 15,2 % від усіх жителів.
За віковим діапазоном населення розподілялося таким чином: 25,8 % — особи молодші 18 років, 61,1 % — особи у віці 18—64 років, 13,1 % — особи у віці 65 років та старші. Медіана віку мешканця становила 40,2 року. На 100 осіб жіночої статі у селищі припадало 95,0 чоловіків;  на 100 жінок у віці від 18 років та старших — 91,6 чоловіків також старших 18 років.
Середній дохід на одне домашнє господарство  становив 77 631 долар США (медіана — 64 154), а середній дохід на одну сім'ю — 84 358 доларів (медіана — 72 615). Медіана доходів становила 52 389 доларів для чоловіків та 38 372 долари для жінок. За межею бідності перебувало 12,1 % осіб, у тому числі 17,8 % дітей у віці до 18 років та 4,7 % осіб у віці 65 років та старших.
Цивільне працевлаштоване населення становило 9244 особи. Основні галузі зайнятості: освіта, охорона здоров'я та соціальна допомога — 24,5 %, мистецтво, розваги та відпочинок — 13,3 %, роздрібна торгівля — 13,2 %.